# Ел Авасим
Ел Авасим (арапски: اَلْـعَـوَاصِـم‎), "одбрана, утврђења"; једнина ал-ʿāсимах (арапски: اَلْـعَـاصِـمَـة‎, " заштитник ") је био арапски термин који се односио на муслиманску страну граничне зоне између Византијског царства и Омајадског и Абасидског калифата у Киликији, северној Сирији и Горњој Месопотамији. Основана је почетком 8. века, када се први талас муслиманских освајања завршен и трајла је до средине 10. века, када је била померена византијским напретком. Састојала се од напредних граница, које су чиниле ланац утврђених упоришта, познатог као Ат-Тугхур (арапски: الثغور; једнина Ат-Тагр (арапски: الثغر, "пукотина" или "отварање")), а задња или унутрашња подручја граничне зоне, која је позната као Ел 'Авасим. На византијској страни, муслимански упади су маршеве заустављани од стране установе клеисоура округа и акрита граничних стражара.
Термин Тугур се такође користио у границама Ал-Андалуза и Мавара Ел Нахра и током дуге историје се очувао у свакодневном говору, да би га Египатски Мамлуци оживили у 14. веку, када су подручја која традиционално обухватају Авасим и Тугур у северној Сирији и северни регион Еуфрата пошла под њихову контролу.

## Арапско-византијска гранична зона

### Стварање граничне зоне
Већ са крајем 630-их, након брзог муслиманског освајања Сирије, широка зона, коју су незадовољни или Византинци или Арапи и практично напуштени (познату на арапском као ад-Давāхи (арапски: اَلـدَّوَاحِي‎, "Спољне земље") а на грчком као та акра (древни грчки: τὰ ἄκρα, "екстремитети") настала је између ове две силе у Киликији, дуж јужних приступа планинама Таурус и Анти-Таурус, остављајући Анадолијски плато у византијским рукама. Оба императора Ираклије (в. 610-641) и калифа Омар (в. 634-644) пратили су стратегију уништавања унутар ове зоне, покушавајући да је претворе у ефикасну препреку између својих домена. Ипак, крајњи циљ калифа остао је потпуно освајање Византије, као што су то чинили са својим провинцијама у Сирији, Египту и Северној Африци, а то је био само неуспех друге арапске опсаде Цариграда од 717-718. ревизија овог стратешког циља: иако су упади у Анадолији настављени, циљ освајања је напуштен, а граница између две силе почела је да стиче сталнији карактер. У наредна два века граничне тврђаве ће бити освајане и некада ће падати у руке Византије а некада у руке Арапа, али основни приказ арапско-византијске границе остао је у суштини непромењен. Тако је термин ат-тугур, који је у почетку значио "пукотине, пукотине" (гл. њихово грчко име је та Стомија (старогрчки: τα Στομια, "уста" или "отвори")) и означили стварне границе, "границе", коришћене у фразама попут Тугур ел-Ислам (арапски: ثغور الاسلام, "граница ислама") или Ат-Тугур ар-Румија (арапски: الثغور الرومية, "Граница Римљана").
Овај процес обележио је постепено учвршћивање претходно напуштене зоне и њену трансформацију у насеље и утврђену границу, поготово након што су трупе Византије напустиле Киликију током владавине калифа Абд ел Малика (685—705). Муслимани су почели да се крећу по том подручју, преузимају и поправљају напуштене градове и утврде. Процес је започео под Омејадима, али се интензивирао под првим Абасидима, нарочито током владавине Харуна ел Рашида (в. 786-809). Тако је постепено успостављена линија утврђења, која се протеже од Тарсуса (Ар. Тарсус) на медитеранској обали до Малатије (Ар. Малатииа, Гр. Мелитене) и Камацха (Ар. Хисн Камкх) на горњем току Еуфрата. Они су лоцирани на стратешким тачкама пресека, који се налазе на раскрсницама главних путева или у улазима важних пролаза.

### Административне границе и насеља
Цела гранична зона је у почетку била део џунда (арапски: جند, једана од војних административних подела у које је била подељена муслиманска Сирија) Џунд Химса (арапски: جند حمص, "Војни округ Хомса"). Након 680. године, он је био део новог џунда Кинасрин (Гр. Калкис), све док Харун ел-Рашид није установио одвојен џунд ел-'Авасим (арапски: جند العواصم) 786. године, покривајући цео регион од византијске границе на северу и западно до Еуфрата на истоку, и правац јужно од Антиохије (Ар. Антакија), Алепо (Ар. Халаб, Гр. Бероиа) и Манбиџ (Гр. Хиераполис). Манбиџ, а касније и Антиохија, били су главни градови нове покрајине. Ел 'Авасим је служио као друга одбрамбена линија иза Тугура, који се протеже преко северне Сирије, а састоји се од градова Баграс, Бајас, Дулук (Гр. Долич или Телоуч, модеран Газиантеп), Александрета (Ар. Искандарија), Кир (Ар. Курус), Ра'бан и Тизин. Тугур, стварна гранична зона, подељена је на киликиски или сиријски (Ат-Тугур аш-Шамииах (Арапски: الثغور الشامية)) и Џазиран или Месопотамијски (Ат-Тугур ел-Џазирија Арапски: الثغور الجزيرية) секторе, грубо одвојене планинама Аманус. Није било општег гувернера нити административног центра за Тугуру, иако су Тарсус и Малатиа настали као најважнији градови у Киликији и сектору Месопотамије. Градови Тугуруа су на различите начине потпали под административну контролу Џунд ел-'Авасима или функционисали као одвојени окрузи; ситуација је компликована чињеницом да је до 10. века термини Тугур и ел-'Авасим често коришћени наизменично у изворима. Поред тога, од почетка 10. века, са византијским напредовањем у Јерменији, граница око Дијара Бакра постала је трећи сектор, Ат-Тугур ел-Бакрија (арапски: الثغور البكرية).
У сектору Киликије, Ел-Масиса (арапски: المصيصة, Мопсуестиа) је био први град који је поново био окупиран и који је био под војним гарнизонима, под Омејадима, који су се тамо населили 300 војника већ 703. године, под бројем који се касније повећао за владе првих Абасиди на 4,000. Адана је уследила 758-760, а Тарсус 787/8. Тарсус је брзо постао највеће насеље у региону и најважнија база арапских операција против Византијаца, која је бројала између 4.000 и 5.000 војника у свом гарнизону. Друге важне тврђаве у Киликији, које су биле мало више од војних испостава, биле су Аин Зарба (Гр. Аназарбус), Ел-Харунија, коју су основали Харун ел-Рашид, Тал Губаир и Ел-Канисат ас-Савда. Они су употпуњени мањим утврђеним токовима преко киликијске равнице, држећи мање гарнизоне од десетак људи. На планинском терену месопотамске границе, главна упоришта била су смештена у плодним деловима релативно изолованих долина, контролишући улазе прелаза преко планина: Мар'аш (Гр. Германикеиа), обновљен већ под Муавијом I (в. 661-680), а опет под Харун ел-Рашидом, Ел-Хатат (Гр. Адата), исто тако рефортификоване од стране првих Абасидских калифа и обезбеђене са 4.000 војника, и Малатиа, који су колонизовали Омејади, уништени од стране Византије, поново изграђени, а такође и гарнизовани са 4.000 људи у 757/8. Друге тврђаве мањег значаја у месопотамском сектору су биле Салагус, Каисум, Хисн Зибатра (Гр. Запетра / Созопетра), Сумаисат (Гр. Самосата), Хисн Калавдија и Хисн Зијад. Неке од северних тврђава провинције Ел-'Авасим, као што су Дулук или Кир, понекад су биле укључене у њега. Даље на северу, релативно изолован утврђени градови Каликала (Гр. Теодосиополис, модерни Ерзурум) и Камача формирали су најсеверније пределе током муслиманске владавине. Тугур ел-Бакрија укључује Сумаисат, Хани, Маликјан, Гамах, Хауран и Аал-Килис, према речима Кудама ибн Џа'фара.

"... из свих великих градова у границама Персије и Месопотамије и Арабије, Сирије, Египата и Марока, нема града, али је у Тарсу хостел за своје грађане, где су ратници за Веру из сваког посебног Кад једном стигну до Тарсуса, ту се налазе и остају да служе у гарнизону, међу којима се молитве и богослужење највише одвијају, од свих руку им се шаљу средства и примају богату милостињу и издашну, такође, једва да је султана који не шаље неке помоћне трупе. "

Ибн Хавкалов опис Тарсуса као центра за џихад против Византије
Калифи су обновили подручје доводећи колонисте и редовне војнике, не само из Сирије, већ и Персије, Словене, арапске хришћане и људе са источних обода муслиманског света: насељеници из Хорасана, племена турске Сајабије или Џатса ( Ар. Зут) из Индије. Редовни војници који су били смештени тамо су били фаворизовани нижим порезима (десетина или'ушр (арапски: عشر), уместо хараџ (арапски: خراج) порез на земљу), већим платама и мали ката'и (арапски: قطاعي, земљиште грантови). У раним временима Абасида ове трупе су бројале око 25.000, од којих је половина извучена из Хорасана, а остатак из Сирије и Горње Месопотамије. Они су допуњавани добровољцима, које је привукао религиозни мотив џихада (арапски: جهاد, "борба") против Византије, али и зато што им је често била исплаћивана плата од стране државе.
 Све ово је довело до тешког финансијског оптерећења владавине Абасида. Под Харун ал-Рахидом, опорезивање из сектора Киликије доносио је 100.000 златних динара сваке године, које су сведене локално за јавну управу, плату, шпијунажу итд. Поред тога, трошкови прекограничних експедиција обично су се кретали између 200.000 и 300.000 динара годишње. Приход од месопотамијског сектора износио је око 70.000 динара, на који је централна влада додалавала 120.000-170.000 динара сваке године за одржавање утврђења и плату граничних трупа.

### Војне операције
До 9. века, арапске авантуристичке експедиције покренуте против Византије из граничне зоне постепено су преузеле готово ритуални карактер и строго су биле организоване. Према Курудама ибн Џафару, конвенционални образац арапских упада обухватао је прву експедицију у пролеће (10. маја - 10. јуна), када су коњи могли пронаћи обиље сточне хране, након следећег месечног одмора кретало се са летњим упадима (10. јула - 8. јула) Септембар), који су обично чинили главни поход у току године, а понекад и зимски упади у фебруару и марту. Важност ових напада сумира исламски научник Хуг Н. Кенеди: "са'ифа (летњи напад) је био део симболичке и ритуалне функције калифа, као што је организовање и пружање лидера за годишњи хаџилук у Меку".
Гранична зона је жестоко спорена између Арапа и Византијаца. Упади и контра-упади били су стална борба против ове врсте ратовања. Утврђења на било којој страни фиктивне границе била су заробљена и разрушена, или понекад окупирана, али никада дуго. Због тога је регион често био депопулисан, што је захтевало поновљено пресељење. Ипак, постоје докази о неком просперитету, заснованом на пољопривреди и трговини, нарочито током друге половине деветог века, када су граничне области постале чвориште на комерцијалном путу који повезује Басру са северном Сиријом и чак са Цариградом. После 842. и већег дела каснијег 9. века, пад Абасидске моћи значио је да је контрола над Тугуром постепено прешла на полу-независне граничне емирате, првенствено Тарсус, Малатију и Каликалу, који су остављени у великој мери да се сами бране против поновног повратка Византије. Битка код Лалакаона 863. године разбила је моћ Малатије, мењајући равнотежу моћи у региону и сигнализирала је почетак постепеног византијског продирања на арапским граничним прелазима.
Са почетком периода кризе након Абасидског калифата након 928. године, контрола над муслиманским граничним градовима прешла је на династије Икшидид и Хамданид. Током 930-тих година, под вођством Јована Коуркоуаса, Византијци су се пробили и освојили Малатју и већину месопотамијског сектора Тугур. Иако је Хамданидски емир Алепа, Саиф ел-Давла (в. 946-967) успео да заустави византијско напредовање, његов успех је био само привремен: од 964-965, цара Нићифор II Фока (в. 963-969) је заузео Киликију, убрзо након тога Антиохију, док су Хамданиди и Алепо постали вазалне државе.

## Мамелучко-турска погранична зона
После освајања Сирије крајем 13. века, египатски Мамлуци су поново успоставили Ат-тугур ва-л-'авасим (арапски: الثغور والعواصم) као одбрамбену зону за заштиту Сирије од туркменских држава Мале Азије и Кавказа, укључујући касније Отоманско царство. Као и ранији модел, тугур су подељени на сиријску и месопотамску границу, као и на задњу зону дуж северне Сирије. Мамлуци су поверили одбрану сиријске или киликијске границе клијентској туркменској кнежевини Рамаданида, док је кнежевина Дулкадирид испунила исту улогу у месопотамском тугуру. Да би заштитили своју контролу у граничној зони и задржали два клијента бејлука одвојеним и под контролом, Мамлуци су такође задржали гарнизоне на седам стратешки важних локација: Тарсус, Аиас, Серфендикар, Сис, Даренде, Малатиа и Дивриги. Ахмад ел-Калкашанди даје нијабат (арапски: نيابات, 'подела', једнина нијабах (арапски: نيابة)) од Мамлучког тугур и то: осам за сиријски сектор (Малатиа, Дивриги, Даренде, Елбистан, Аиас, Тарсус и Адана, Серфендикар и Сис) и три у сектору Еуфрата (Ал-Бира (арапски: البيرة), Кал'ат Џа'бар (арапски: قلعة جعبر) и Ар-Руха (арапски: الرها)).